# Yamoussoukro (Autonomer Distrikt)
Der Autonome Distrikt Yamoussoukro ist ein Distrikt in der Elfenbeinküste im Zentrum des Landes gelegen, der seit 2011 existiert. Der Distrikt setzt sich aus zwei Departements mit jeweils zwei Unterpräfekturen zusammen, darunter die Gemeinde Yamoussoukro, die gleichzeitig Unterpräfektur ist.
Der Distrikt grenzt an die Distrikte Lacs, Gôh-Djiboua und Sassandra-Marahoué. Die Einwohnerzahl beträgt laut Zensus von 2021 422.072.

## Gliederung des Distriktes

### Unterpräfekturen desDepartements Yamoussoukro
- Kossou
- Yamoussoukro

### Unterpräfekturen desDepartements Attiégouakro
- Attiégouakro
- Lolobo